# Vertebrados na cultura

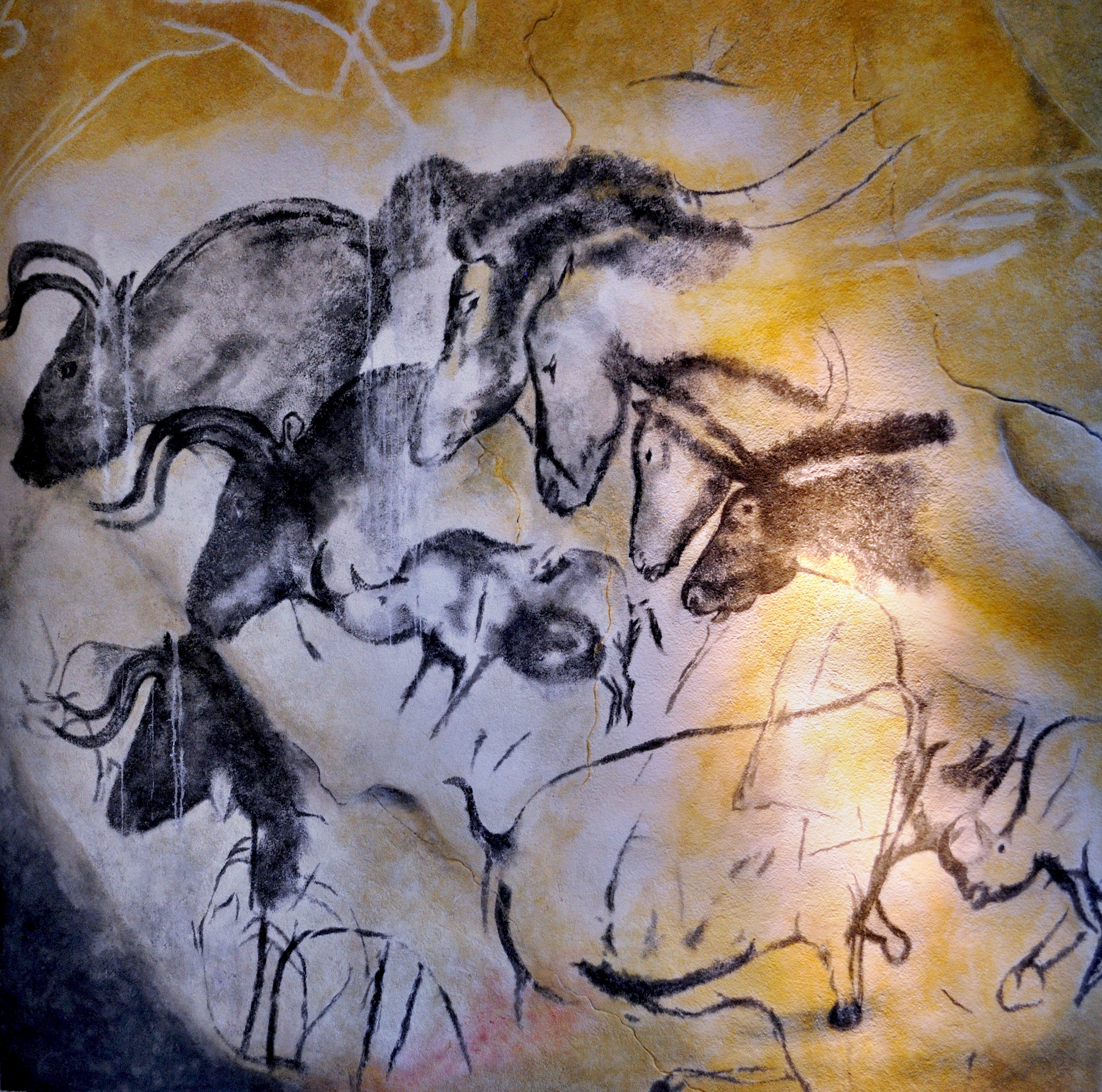
Pinturas rupestres na caverna de Chauvet datados de cerca de 30 mil anos, demonstrando como os Vertebrados estão presentes na cultura humana desde a antiguidade.

Com a grande diversidade de animais na Terra é inevitável que relações interespecíficas surjam. Ao longo da história da existência da humanidade, diversas formas de relações do ser humano com os demais animais foram sendo criadas. A mais comum é o uso dos animais na pecuária para a produção de bens a serem consumidos. No entanto, não apenas tal processo está presente dentro da humanidade. Além do uso para o consumo, muitas culturas possuem relações com valor religioso com os animais e principalmente os vertebrados. Desta forma, tais relações apresentam um papel importante na sociedade atual. Há ainda o fato da preservação e manutenção de espécies que são impactadas negativamente por conta do ser humano.

## Ensino de vertebrados na educação básica

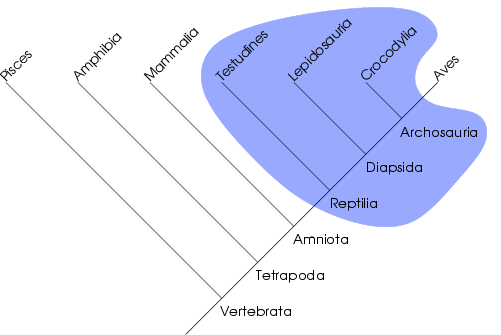
Cladograma mostrando que o antigo grupo em que os animais considerados como "répteis" é na verdade parafilético.

No ensino básico, o conteúdo acadêmico sobre os vertebrados passa por simplificações para o melhor entendimento dos alunos. Dentro das salas de aula e escrito nos livros didáticos, é comum a menção de grupos parafiléticos, como “peixes”, e mesmo polifiléticos, como “protocordados”, que não refletem o paradigma atual da sistemática cladística, em que apenas grupos monofiléticos são reconhecidos. Tais agrupamentos são baseados em padrões de similaridade global, como presença ou ausência de caracteres, e não por séries de transformações. Essa interpretação pode limitar e levar a concepções errôneas sobre os mecanismos de evolução e a falsa impressão de completude do entendimento da biodiversidade. Adicionalmente, a simplificação é capaz de gerar a percepção de linearidade na evolução e da ideia de progresso ou de finalidade no processo evolutivo. Exemplo disso é o uso dos Anfíbios como um exemplo de elo entre os peixes e os demais tetrapodas, como se fosse um grupo de transição na ocupação do ambiente terrestre. Outra problemática comum é a representação por meio de esquemas que apresentam os Mamíferos no ápice e os demais grupos como estágios intermediários ou “ainda em evolução”, de maneira a sugerir um conceito de evolução como sinônimo de progresso, melhoramento ou aumento da complexidade, novamente um entendimento errado da evolução. Esse raciocínio finalista não reflete a real natureza das modificações na história evolutiva dos seres vivos.A ausência de exemplos de representantes extintos e fósseis, fora os dinossauros, também contribui para a falsa impressão que os grupos atuais seriam fases na transição das espécies viventes.

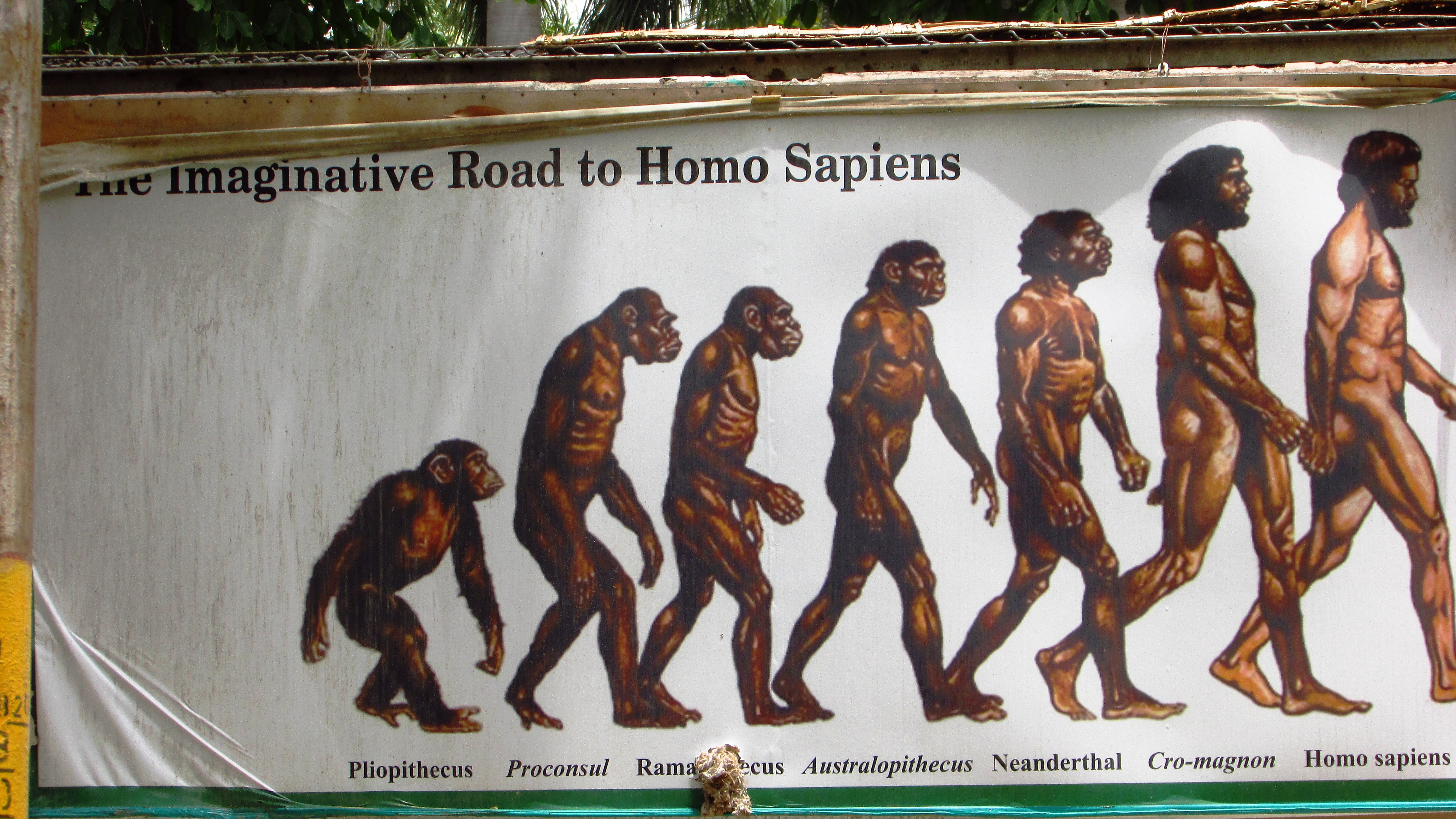
Representação que pode levar a ideia errônea de linearidade da evolução.

Também é encontrado a ideia de seleção natural como um mecanismos de adaptação finalista e consciente, isto é, de que os seres vivos “evoluem” e/ou “se adaptam para o ambiente” sabendo que deveriam fazê-lo para sobreviver. Tal compreensão do processo evolutivo é um equívoco e incorreto. Outro problema é a de uma simplificação e o entendimento da sistemática como apenas um conjunto de caracteres que devem ser memorizados, sem a compreensão dessas transformações no histórico das linhagens e como influenciaram na própria sobrevivência da mesma.
O não uso da filogenia como um eixo integrador é comum em livros de Ensino Médio, geralmente dando maior ênfase em características de cada grupo de maneira disperso e favorecendo um entendimento não unificados da diversidade da vida.
No ensino superior, a ausência de explicações que não por seleção natural nos livros de zoologia mostram uma menor pluralidade de explicações para fenômenos evolutivos, como por exemplo deriva genética

## Espaços de educação não-formais

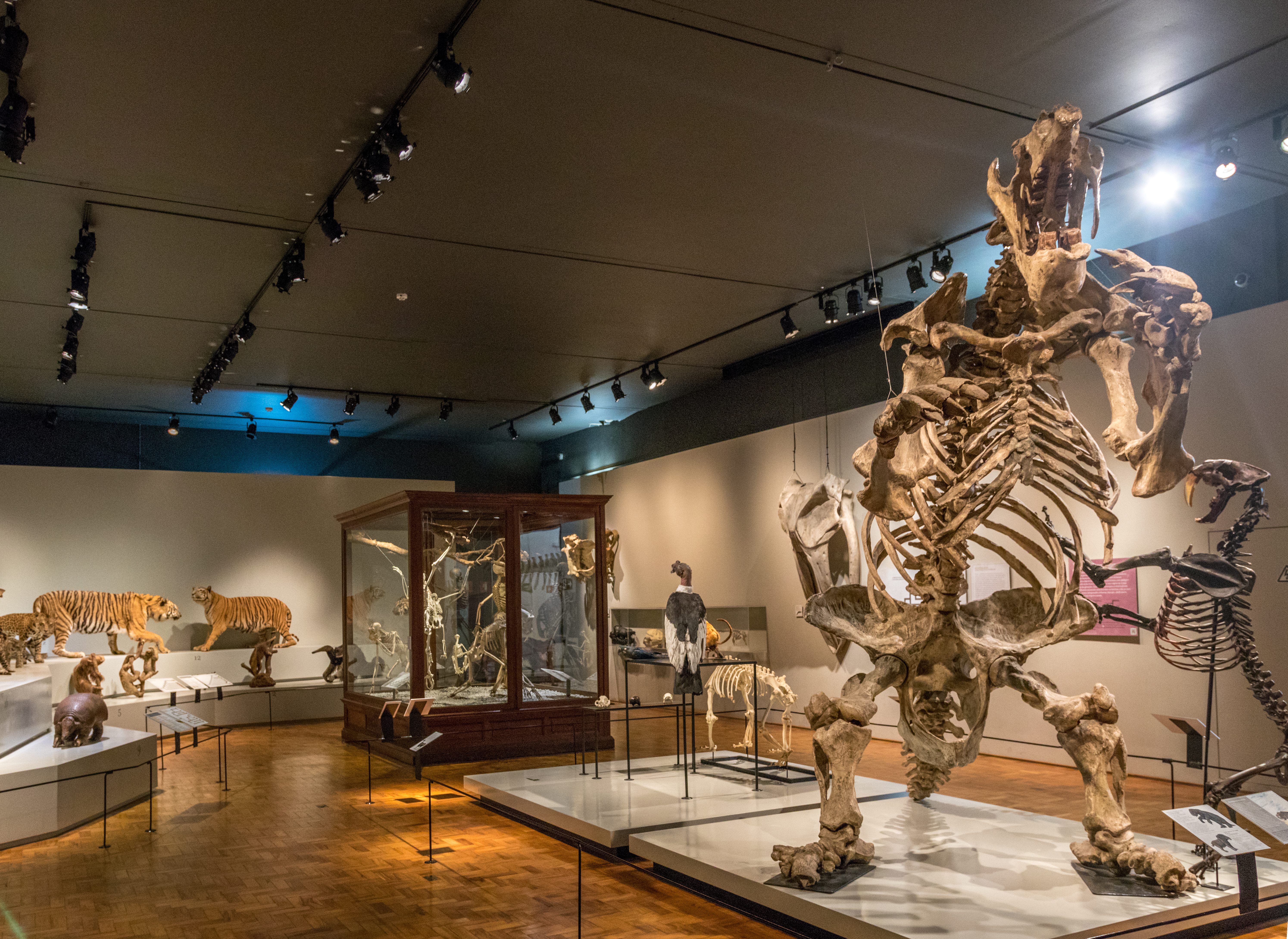
Espaço interno do Museu de Zoologia da Universidade de São Paulo

A educação não-formal pode ser entendida como aquela que é feita através de espaços culturais fora do ambiente escolar comum mas que possuem um direcionamento e que permitem o aprendizado de conteúdos formais fora da escola. Espaços que propõe esse tipo de aprendizado são por exemplos: museus, zoológicos e centros de ciência. Tais locais permitem a oportunidade de suprir muitas demandas que muitas vezes escolas não são capazes de oferecer, como laboratórios e o contato direto com material vivo ou fixado.
Os zoológicos apresentam papel fundamental e são locais apropriados que permitem a experiência de se observar a fauna da região local e incentivar a curiosidade dos frequentadores. Como auxílio ao ensino formal da sala de aula, zoológicos podem ser uma ferramenta que complementa o aprendizado na sala de aula.

## Ecoturismo e conscientização ambiental

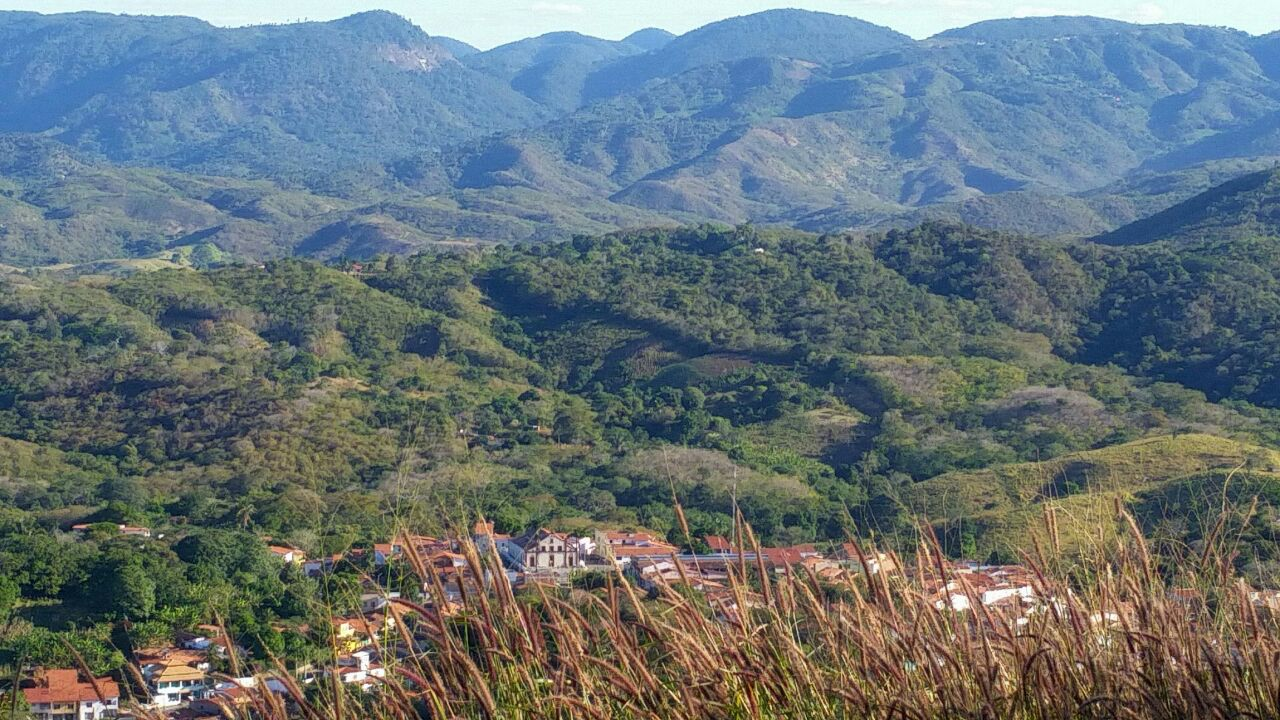
Palmácia, um dos municípios com potencial para o ecoturismo no Brasil.

Além dessas formas de interação entre humanos e animais que acompanham diversas sociedades ao longo da história e proporcionam a convivência com espécies capazes de desenvolver junto dos humanos diferentes relações que foram e continuam sendo importantes para muitas civilizações, o ecoturismo também apresenta um importante papel no entendimento da natureza e principalmente na apreciação do meio ambiente. Com o crescente debate e o aumento na preocupação em relação ao meio ambiente e a sustentabilidade, o ecoturismo vem crescendo em popularidade e no início da década já passava até mesmo a forma de turismo mais tradicional. 
O ecoturismo ou turismo de natureza é um segmento de atividade turística que utiliza, de forma sustentável, o patrimônio natural e cultural, incentiva sua conservação e busca a formação de uma consciência ambientalista através da interpretação do ambiente, promovendo o bem-estar das populações envolvidas. No ecoturismo o foco está na interação com a natureza por meio de atividades de baixo impacto que são capazes de proporcionar o desenvolvimento de uma consciência ambiental, possuindo um enorme potencial educativo e promovendo o bem estar das populações envolvidas. Nesse sentido, o ecoturismo é um segmento multidisciplinar de atividade turística, proporcionando o entendimento e a apreciação do meio ambiente e das culturas visitadas. 
Dessa forma, o ecoturismo pode ser geralmente descrito como um turismo interpretativo, de mínimo impacto, discreto, em que se busca a conservação, o entendimento e a apreciação do meio ambiente e das culturas visitadas. Trata-se de uma área especializada do turismo que inclui viagens para áreas naturais, ou áreas onde a presença humana é mínima, em que o ecoturista envolvido na experiência externa a uma motivação explícita de satisfazer sua necessidade por educação e consciência ambiental, social e/ou cultural por meio da visita à área e a vivência nela.
Com diversas atividades consideradas ecoturismo podemos notar uma que se destaca: a observação da fauna. De aves a mamíferos, a observação se destaca por ser uma atividade de baixo impacto, além de fornecer informações valiosas para pesquisas a respeito da ecologia dos animais vertebrados e até mesmo de seus comportamentos. Por isso novas práticas para estudo a respeito dos animais em locais e habitats naturais estão se tornando mais presentes em comunidades híbridas como, por exemplo, os santuários. 

## Macrofauna carismática

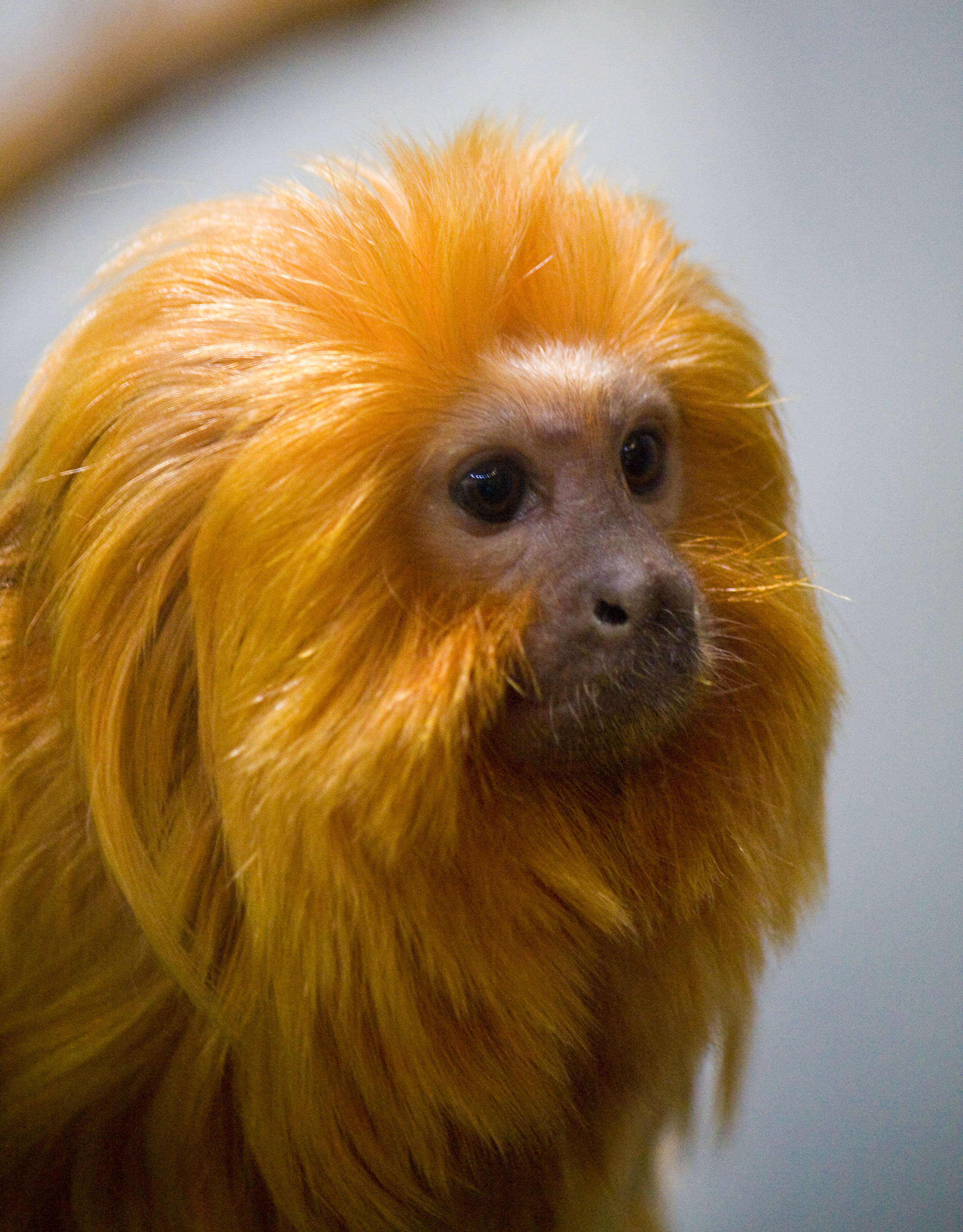
Leontopithecus rosalia, o mico-leão-dourado, um representante da macrofauna cativante.

A grande diversidade de espécies vivas atualmente de vertebrados não é igualmente representada tanto dentro do meio acadêmico quanto fora dele. Um termo utilizado é o de macrofauna cativante ou megafauna carismática, que representa a parte da fauna que recebe mais atenção por ter características mais atrativas para o público, como por exemplo tigre (Panthera tigris), panda-gigante (Ailuropoda melanoleuca), tubarão-branco (Carcharodon carcharias), mico-leão-dourado (Leontopithecus rosalia), baleia-azul (Balaenoptera musculus), golfinho (Delphinidae), lobo (Canis lupus) e urso-polar (Ursus maritimus), entre outros, geralmente por conta do apelo midiático em filmes e programas como documentários da natureza. Por um lado, tal fenômeno atrai mais atenção e pode servir para arrecadação de mais fundos para a preservação tanto de tais espécies quanto do seu habitat e consequentemente da diversidade que também habita o mesmo local. No entanto, há um viés para que mais recursos sejam gastos em esforços para o entendimento e a proteção dessas espécies, em detrimentos de outras espécies ameaçadas da mesma forma ou até mais, por exemplo mamíferos e aves tendo maior atenção em pesquisas de ecologia e de comportamento. Apesar do maior interesse em espécies de mamíferos e de aves em extinção, o mesmo não reflete nos demais grupos de vertebrados como peixes, anfíbios e répteis. Da mesma forma, grupos mais bem estudados acabam por receber maiores recursos de política pública e mais atenção também para estudos. Isso, unido com a opinião pública, forma uma rede que enviesa e favorece certos táxons. 

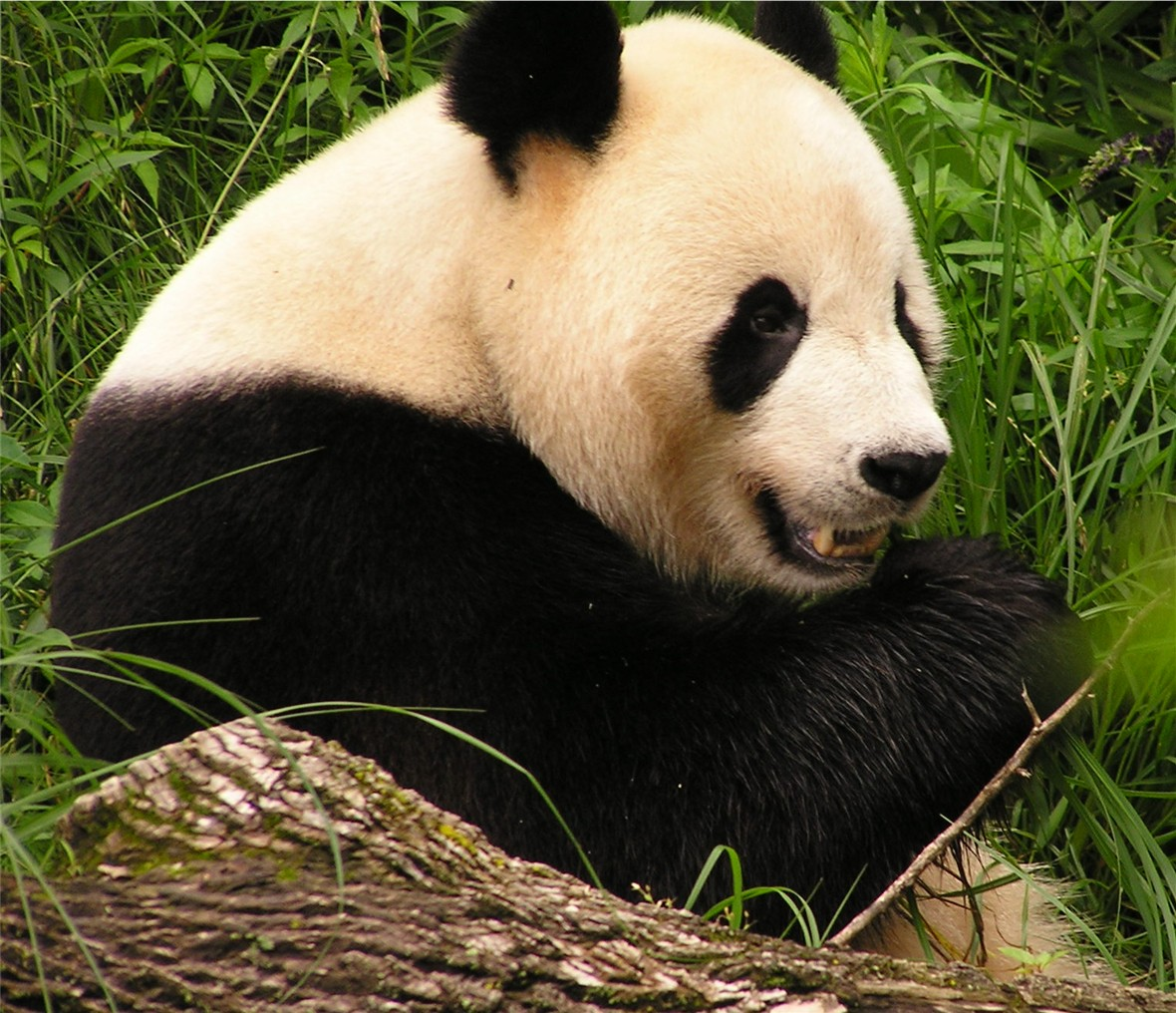
Ailuropoda melanoleuca, o panda-gigante, animal muito famoso e ameaçado de extinção.

Contraditoriamente, mesmo com maiores investimentos, espécies consideradas da macrofauna cativante podem continuar em risco de extinção ou piorar. Uma hipótese para explicar esse fato é a possibilidade de que com o aumento da exposição e conhecimento do público pela mídia e em propagandas, a opinião popular tenha a falsa impressão de um aumento da abundância, apesar dos esforços para a manutenção de tais espécies. Uma maneira de se contornar tal efeito seria o maior foco na divulgação na rede de ações de preservação e manutenção desses grupos ao invés de focar apenas nos animais em si.
Semelhantemente, entre os animais há a maior tendência do estudo de grupos de Vertebrados e de animais grandes do que de invertebrados e/ou animais pequenos, principalmente quando tratado de insetos e/ou aracnídeos. A distribuição geográfica de estudos da espécies em risco também encontra-se enviesada, com maiores estudos em grupos de regiões com maior economia e com menos estudos as regiões tropicais.

## Representações culturais de vertebrados

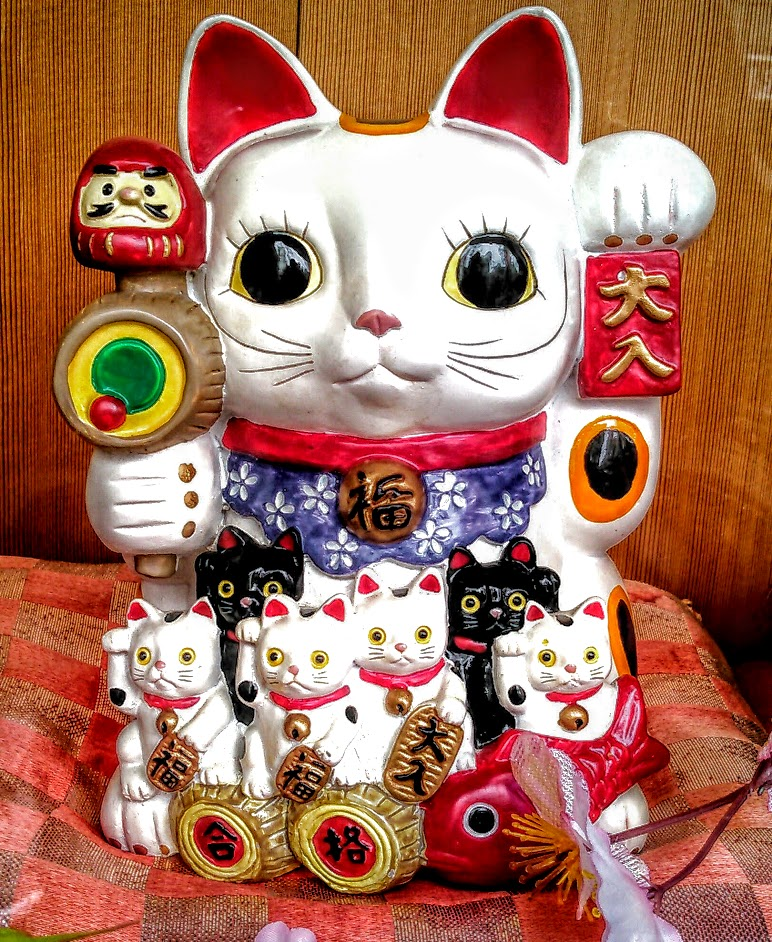
Maneki Neko, ou Gato da Sorte, Gato do Dinheiro ou da Boa Sorte.

A interação dos humanos com os animais da macrofauna carismática permitiu o surgimento de idéias e imaginações a respeito da imagem desses seres, por isso em várias culturas é possível perceber algum animal sendo representado de alguma forma, geralmente a simbologia do animal está ligada à alguma característica associado pelos humanos, seja na astrologia, esculturas, monumentos, superstições, brinquedos, desenhos ou até mesmo símbolos religiosos.

### Arte rupestre

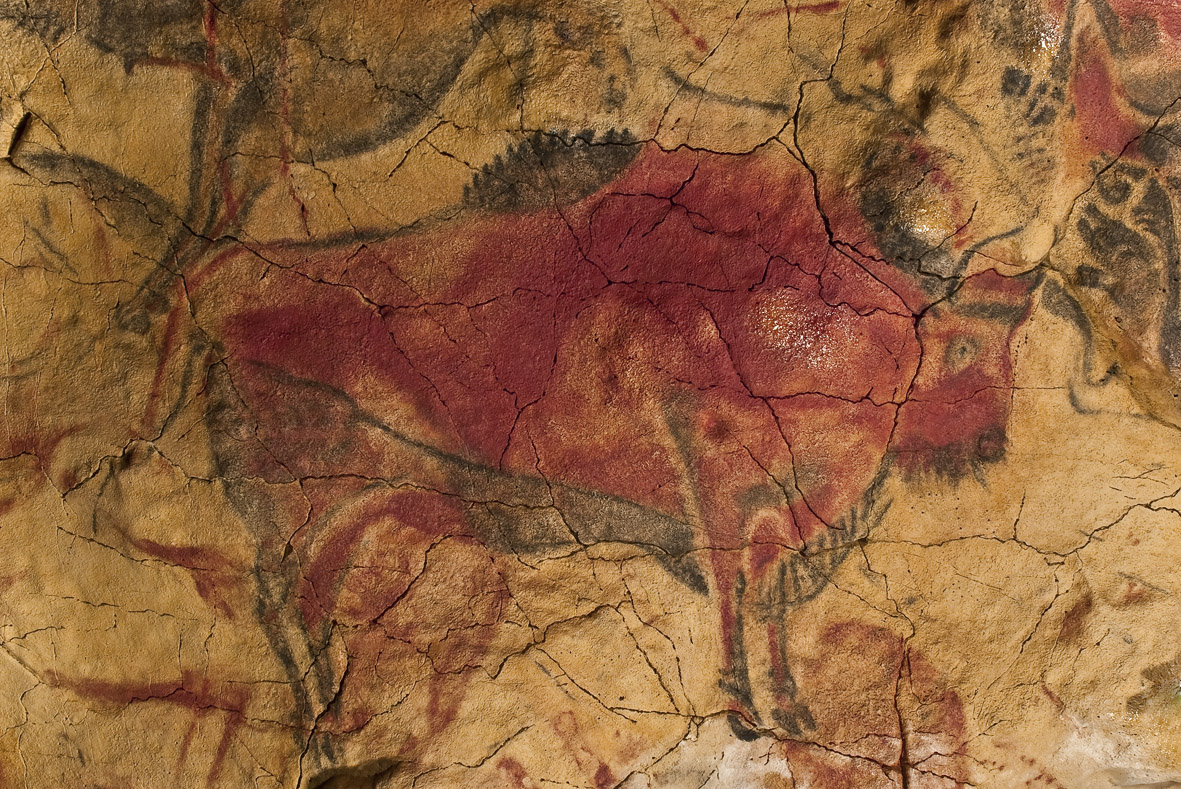
Pintura rupestre de um bisão

Sem dúvidas essa é representação mais antiga que o ser humano já fez, a arte rupestre mostrava várias representações de animais vertebrados que se envolviam, na caverna de Altamira em Santillana del Mar na Espanha há pinturas rupestres representando bisões em sua maioria, cervos, javalis, mamutes e cavalos, a maioria desses organismos são extintos de toda Europa, esses vertebrados provavelmente já habitaram a Europa na época do Velho Mundo, agora as pinturas feitas por nossos ancestrais são um dos únicos sinais da presença desses animais no continente Europeu.

### Idade Média

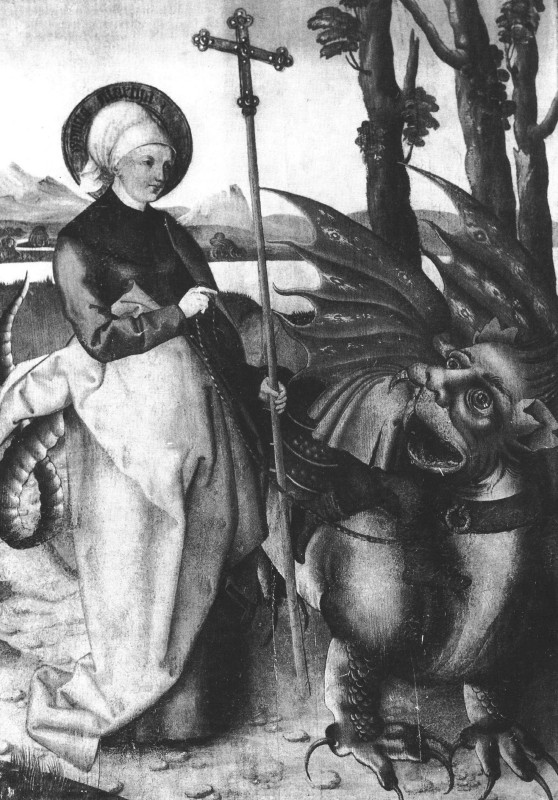
Representação artística medieval de um dragão.

Dragão presente na bandeira do País de Gales.

As crenças na época da idade média tinham muitas superstições com animais fundadas por imaginação, claro que a literatura com intuitos moralizantes e supersticiosos obedecia aos interesses da igreja soberana na época, sendo então as superstições usando a representatividade dos animais como modo de moralizar a população. Os artistas da idade média tentavam desenhar animais que nunca haviam vistos, o resultado foi a criação de vários quadros com representações criativas e lúdicas durante esse período, há quadros com baleias com rosto de cães, elefantes carregando castelos ou lutando com dragões, além de crocodilos em formato de felino mordendo a perna de um homem.

### Folclore Brasileiro

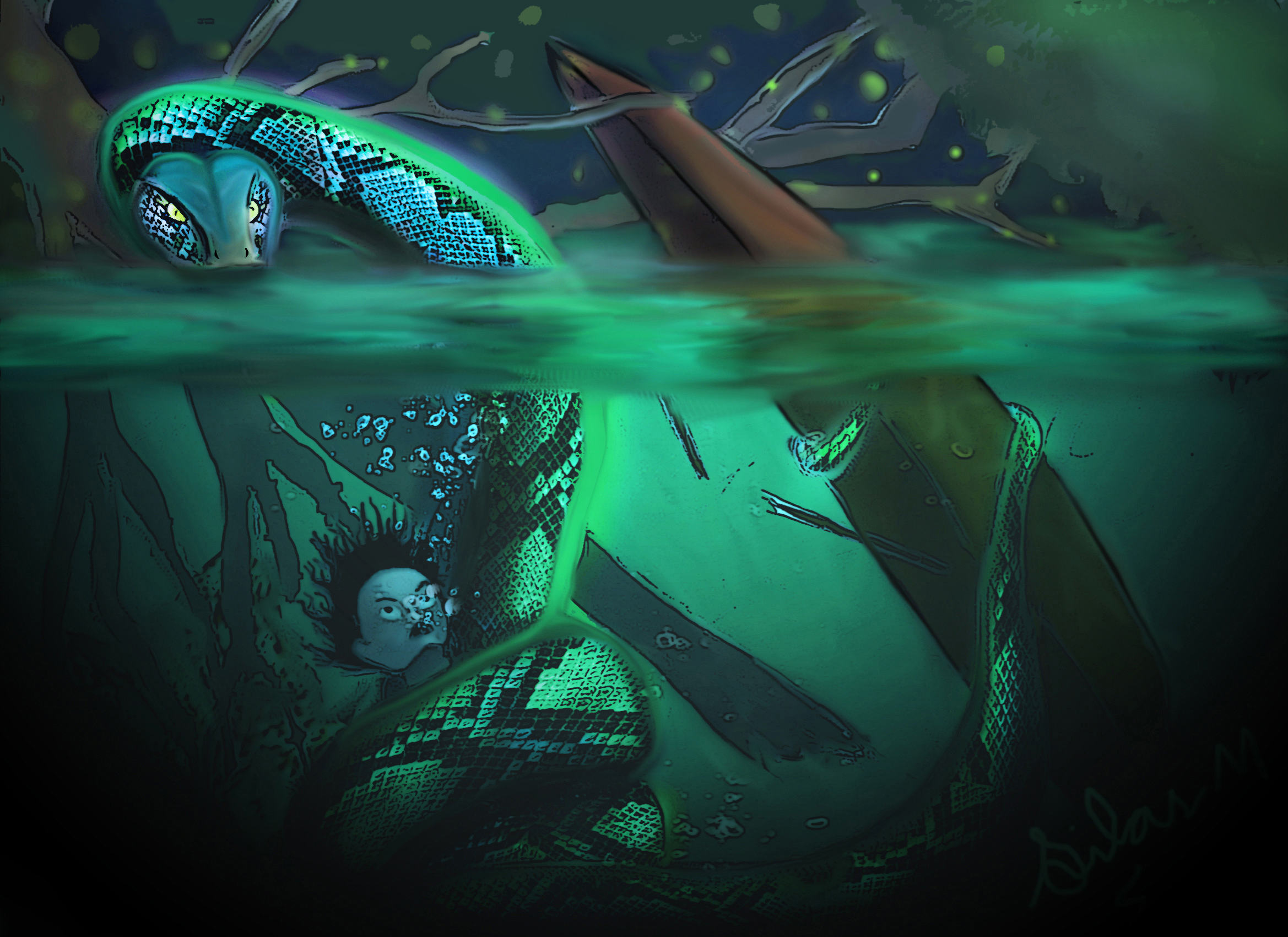
Representação ilustrada do mito do Boitatá.

Os vertebrados foram os animais mais representados no folclore brasileiro, já que a maioria dos seres das histórias são deste grupo. Exemplo disso é a Iara (meia humana e meia peixe), Mula-sem-cabeça, Boitatá que representa uma serpente de fogo, boto cor-de-rosa e o lobisomem (homem que se torna um lobo na lua cheia). Cada um desses folclores representam a visão e representatividade que esses vertebrados possuem na nossa cultura. O boitatá por exemplo representa uma cobra intimidadora que protege a fauna e flora daqueles que ousam não respeitar a floresta, esse folclore de certa forma mostra a visão de respeito e medo que nossa cultura possui acerca desses répteis, visto que há muito medo e desconhecimento sobre esse grupo.

## Relações entre humanos e vertebrados em comunidades híbridas

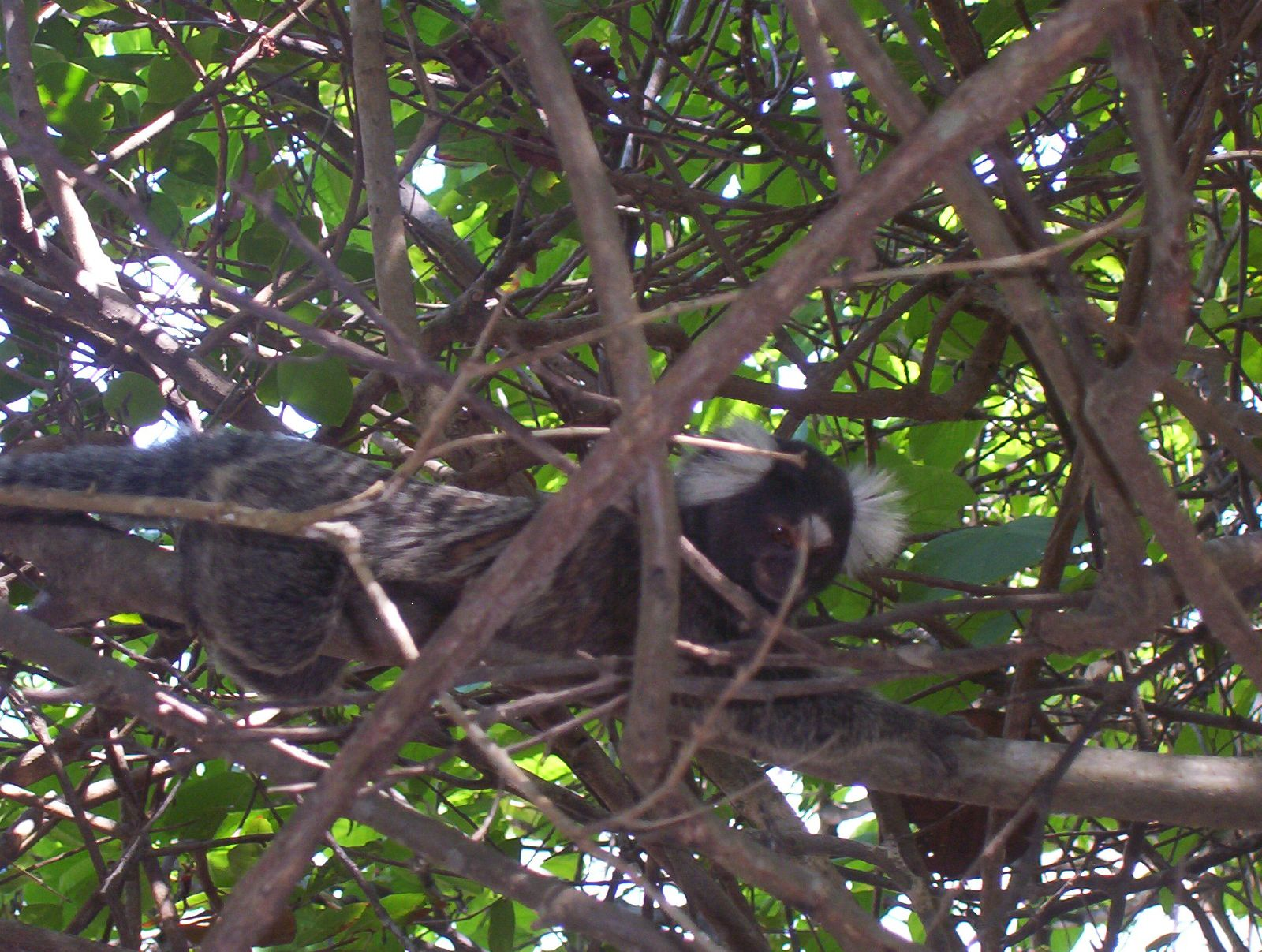
Santuário Ecológico da Praia de Pipa no Rio Grande do Norte.

Comunidades híbridas são ambientes em que humanos e animais convivem e compartilham um mesmo espaço, dividindo tarefas essenciais para o bom funcionamento da comunidade. Os santuários, local de cuidado onde os animais são levados para viver e serem protegidos pela resto da vida, são um exemplo por serem constituídos basicamente de um grupo de pessoas responsáveis pela manutenção do local e do cuidado e também de animais que fazem parte daquele meio e possuem um papel ecológico naquele ambiente. Sendo assim, tanto os humanos, quanto os animais são igualmente importantes para que aquele ambiente exista. Dessa forma, comunidades híbridas servem como um ótimo local para se observar a natureza e aprender com ela, já que as pessoas que vivem nesse meio também fazem parte do ambiente tanto quanto os animais. Essa convivência dita até mesmo o comportamento dos humanos, pois em épocas de pouca chuva e escassez de alimento os animais podem migrar para outro local dentro do santuário e as pessoas que estão estudando esses animais na área também terão que se deslocar, assim como eles. Diferentemente de um estudo feito em laboratório, o estudo de campo em comunidade híbridas permite essa interação mais próxima com vertebrados por reproduzir de forma mais fiel como é a vida desses animais na natureza. O uso da etnografia em pesquisas sobre comportamento animal são feitas nessas comunidades e tem demonstrado cada vez mais um campo promissor para se entender melhor os vertebrados.

## Percepções e uso dos vertebrados pelos humanos
A interação dos humanos com os animais trouxe para várias sociedades percepções variadas acerca dos vertebrados. Sabemos que essas relações acompanharam o crescimento de várias civilizações, promovendo muitos avanços e benefícios para os humanos, tanto que várias organizações e movimentos foram motivados por tal interação. Os vertebrados são um dos principais grupos envolvidos no desenvolvimento das populações humanas.
Um interessante estudo feito por Elisa Duarte dos Santos Mesquita em 2004 na comunidade de Catas altas, Santa Bárbara em Minas Gerais, visava ao entendimento da população local acerca da fauna no entorno da reserva particular do patrimônio natural do Caraça. Neste estudo os domicílios foram entrevistados com perguntas sobre a fauna da região, os mais citados foram os da classe Mammalia com 73,9% das citações, outro dado interessante foi que houve 160 citações de animais que desapareceram da região. Os répteis não foram vistos com bons olhos, sendo por muitas residências consideradas perigosas, más e traiçoeiras, essa aversão a elas podem significar um fraco espírito de conservação das mesmas. Para a comunidade a alimentação e o uso medicinal são as principais formas de uso da fauna silvestre, o tatu foi o animal mais citado utilizado como alimento e bioterápico, sendo o óleo o principal material nesse tipo de terapia.
Um dos usos mais comuns dos vertebrados na sociedade é a domesticação, sendo um processo co-evolutivo entre os humanos e plantas ou animais em que o humano assume significamente o controle da reprodução e desenvolvimento desses. Esse processo permite que o humano consiga obter indivíduos com as características desejadas ou requeridas para determinado objetivo. 
A domesticação afeta todos os aspectos dos animais, desde a morfologia e comportamento até a fisiologia e reprodução. Existem evidências que mostram que a domesticação de animais começou a mais de 10.000 anos, o cão lidera com seus 14.000 - 18.000 anos mas com muitas controversas já que outros pesquisadores afirmam que a domesticação canina é mais antiga ainda, logo em seguida temos 10.500 anos do registro de gado, os gatos devem ter surgido a 3.500 anos do Egito ou a 9.000 anos na Mesopotâmia. A domesticação do cão e do gato promoveram uma melhor qualidade de vida para o homem, já que a companhia desses animais auxiliam os seres humanos com diversos problemas desde a pré-história, isso que mostra o estudo de Robert Losey, o qual encontrou fósseis de cães com colares enterrados junto com os prováveis donos, isso indica que desde a pré-história os humanos e cães são bons companheiros além de se ajudarem em caça. A domesticação dos bovinos surge com outro propósito, a ideia era domesticá-los para obtenção de carne, leite e força de trabalho.
Os répteis por outro lado geralmente são vistos pelas populações como ameaçadores, isso somado com a falta de levantamento científico desse grupo, principalmente as serpentes, pode resultar numa fraca conservação por parte da população desses organismos na região. Mesmo assim, há pessoas que utilizam os répteis como animais domésticos, exemplo disso são alguns jabutis, cágados, cobras inofensivas e lagartos.